# Gulivoire Park
Gulivoire Park és una concentració de població designada pel cens dels Estats Units a l'estat d'Indiana. Segons el cens del 2000 tenia 2.974 habitants.

## Demografia
Segons el cens del 2000, Gulivoire Park tenia 2.974 habitants, 1.235 habitatges, i 887 famílies. La densitat de població era de 838,2 habitants/km².
Dels 1.235 habitatges en un 26,8% hi vivien nens de menys de 18 anys, en un 63,1% hi vivien parelles casades, en un 6,3% dones solteres, i en un 28,1% no eren unitats familiars. En el 24,8% dels habitatges hi vivien persones soles el 12,6% de les quals corresponia a persones de 65 anys o més que vivien soles. El nombre mitjà de persones vivint en cada habitatge era de 2,41 i el nombre mitjà de persones que vivien en cada família era de 2,87.
Per edats la població es repartia de la següent manera: un 22,5% tenia menys de 18 anys, un 6,1% entre 18 i 24, un 24,8% entre 25 i 44, un 25,6% de 45 a 60 i un 21% 65 anys o més.
L'edat mediana era de 43 anys. Per cada 100 dones de 18 o més anys hi havia 93,5 homes.
La renda mediana per habitatge era de 46.156$ i la renda mediana per família de 51.908$. Els homes tenien una renda mediana de 39.521$ mentre que les dones 26.827$. La renda per capita de la població era de 20.432$. Entorn del 2,6% de les famílies i el 3,9% de la població estaven per davall del llindar de pobresa.

## Poblacions més properes
El següent diagrama mostra les poblacions més properes.